# Pariana intermedia
Pariana intermedia är en gräsart som beskrevs av Johann es Christoph Christian Döll. Pariana intermedia ingår i släktet Pariana och familjen gräs. Inga underarter finns listade i Catalogue of Life.